# La Tour-Blanche
La Tour-Blanche è un comune francese di 452 abitanti situato nel dipartimento della Dordogna nella regione della Nuova Aquitania.

## Società

### Evoluzione demografica
Abitanti censiti